# Swertia gonczaroviana
Swertia gonczaroviana là một loài thực vật có hoa trong họ Long đởm. Loài này được Pissjauk. miêu tả khoa học đầu tiên.